# Lars Larsen (piłkarz)
Lars Larsen (ur. 8 grudnia 1951 w Kopenhadze) – duński piłkarz występujący na pozycji obrońcy.

## Kariera klubowa
Larsen przez całą karierę występował w BK Frem. Rozpoczął ją w 1970 roku, a w sezonie 1976 wywalczył z zespołem wicemistrzostwo Danii. W sezonie 1978 zdobył z nim zaś Puchar Danii. W sezonie 1980 spadł z Fremem do drugiej ligi, jednak po dwóch sezonach awansował z powrotem do pierwszej. W sezonie 1985 ponownie spadł z klubem do drugiej ligi. W 1988 roku zakończył karierę.

## Kariera reprezentacyjna
W reprezentacji Danii Larsen zadebiutował 3 czerwca 1974 w przegranym 0:2 meczu Mistrzostw Nordyckich ze Szwecją. W latach 1974–1979 w drużynie narodowej rozegrał 22 spotkania.